# Chatchai Narkwijit
Chatchai Narkwijit (tiếng Thái: ฉัตรชัย นาควิจิตร, sinh ngày 13 tháng 9 năm 1988) là một cầu thủ bóng đá từ Thái Lan. Hiện tại anh thi đấu cho JL Chiangmai United ở Thai League 3.

## Danh hiệu

### Câu lạc bộ
Muangthong United
- Thai Division 2 League Vô địch (1): 2007

Chiangrai United
- Thai Division 2 League Vô địch (1): 2009

Chiangmai
- Thai Division 2 League Vô địch (1): 2013